# Авран
Авра́н (лат. Gratīola) — род многолетних травянистых ядовитых растений семейства Подорожниковые (Plantaginaceae).
Другие русские народные названия: благода́тка, благода́ть, коневий трут, крова́вник, лихора́дочная трава́, мокне́ц.
Названия на других языках: англ. Hedgehyssop, Hedge Hyssop, в.-луж. Hnadnička, лит. Raitinytė, нем. Gnadenkräuter, укр. Авран.

## Ботаническое описание

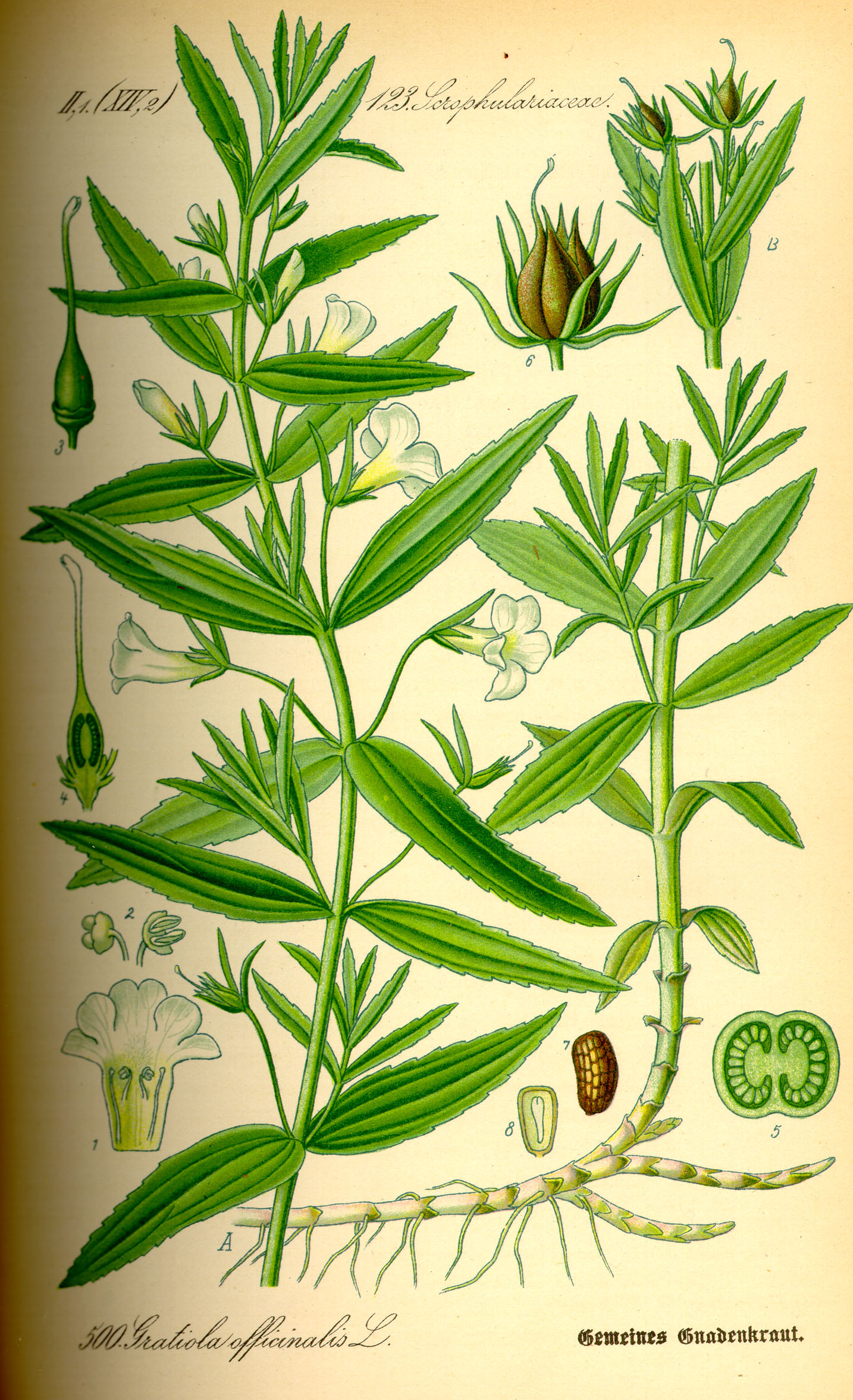
Авран лекарственный. Ботаническая иллюстрация из книги О. В. Томе
Flora von Deutschland, Österreich und der Schweiz, 1885

Однолетние и многолетние травы с голым стеблем и супротивными цельными сидячими или черешковыми листьями.
Цветки одиночные, неправильные, в пазухах листьев. Венчик белый, желтоватый или розоватый, с длинной трубкой и коротким, неясно двугубым отгибом. Верхняя губа цельная или выемчатая, нижняя из трёх равных лопастей. Тычинок 4, из них 2 (более длинные) бесплодные.
Плод — яйцевидная многосеменная коробочка.

## Распространение
В Средней России один вид - Авран лекарственный (Gratiola officinalis L.). Встречается в степной и лесной зонах европейской части страны, в Закавказье, Средней Азии и Западной Сибири. Также Авран лекарственный встречался по долине Оби - между устьями рек Иня и Сузун, между Малым Сузуном и Киприным, около села Мереть. Вне области отмечен в Алтайском крае и Омской области, в Средней и Малой Азии, в Европе и Северной Америке.
Растет по сырым местам на заливных лугах, по берегам рек, болотам, среди кустарников на влажной песчаной почве.

## Применение
В лекарственных целях используется трава (надземная часть растения) аврана лекарственного, которую заготавливают в период цветения, и корневища, выкопанные осенью.
Растение обладает сильным слабительным, мочегонным, рвотным и антигельминтным действием. Спиртовая настойка листьев действует на сердце подобно наперстянке.
Корневища в народной медицине используется как рвотное, слабительное, диуретическое средство; при вялости кишечника, геморрое. Отвар — при хронических запорах, асците, гельминтозе.
Надземная часть входит в состав сбора Здренко — симптоматического средства при лечении папилломатоза мочевого пузыря, анацидных гастритов, для лечения язвы желудка и злокачественных опухолей.
Эссенция используется в гомеопатии.
В народной медицине настой, отвар используются при сердечной недостаточности, болезнях печени, селезёнки, при асците, аменорее, дисменорее, женских болезнях, импотенции, лихорадке, гельминтозе; настой вызывает отвращение к курению; отвар, свежий сок, мазь, порошок наружно (примочки, компрессы, растирания) — при варикозном расширении вен, ревматизме, гематомах, остеоалгиях, подагре, сыпях, панарициях. Свежую толчёную траву прикладывают при ломоте, опухолях, ушибах с подкожными кровоизлияниями. В сушёном виде может заменить александрийский лист (лист сенны) — Cassia acutifolia.
При отравлениях авраном следует срочно вызвать рвоту, принять активированный уголь.
Признаки отравления: повышенное слюноотделение, тошнота, рвота, понос с кровью и коликами, поражение почек, судороги, нарушение сердечной деятельности, коллапс, остановка дыхания.
Сухая трава содержит ядовитые гликозиды грациозид (грациолин) и грациотоксин, алкалоиды (0,2 %).
Ядовитость аврана обусловлена не только тем, как до сих пор полагали, что он содержит вещества из группы так называемых сердечных гликозидов, но и наличием кукурбитацинового гликозида — элатерицид.
Авран противопоказан при энтероколитах и колитах с жидким стулом, эрозивном гастрите, язвенной болезни желудка и двенадцатиперстной кишки, при синдроме раздражённого кишечника.
Для тех, кто за рулём: даже незначительная передозировка или длительность лечения авраном могут вызвать у человека невосприимчивость к зелёной части спектра.

## Ботаническая классификация

### Виды
По данным The Plant List на 2010 год, в род Авран включены виды:
- Gratiola amphiantha D.Estes & R.L.Small
- Gratiola aurea Pursh
- Gratiola bogotensis Cortés ex Pennell
- Gratiola brevifolia Raf.
- Gratiola ebracteata Benth. ex A.DC.
- Gratiola flava Leavenw. ex Pennell
- Gratiola floridana Nutt.
- Gratiola graniticola D.Estes
- Gratiola griffithii Hook.f.
- Gratiola heterosepala H.Mason & Bacigal.
- Gratiola hispida (Benth. ex Lindl.) Pollard
- Gratiola japonica Miq. — Авран японский*
- Gratiola linifolia Vahl
- Gratiola nana Benth.
- Gratiola neglecta Torr.
- Gratiola officinalis L. — Авран лекарственный*
- Gratiola oresbia B.L.Rob.
- Gratiola pedunculata R.Br.
- Gratiola peruviana L.
- Gratiola pilosa Michx.
- Gratiola pubescens R.Br.
- Gratiola pumilo F.Muell.
- Gratiola quartermaniae D.Estes
- Gratiola ramosa Walter
- Gratiola sexdendata A.Cunn.
- Gratiola virginiana L.
- Gratiola viscidula Pennell

Звёздочкой отмечены виды, произрастающие на территории России и сопредельных стран.